# Roget Rocks
Die Roget Rocks sind eine kleine Gruppe von Klippenfelsen vor der Danco-Küste des Grahamlands im Norden der Antarktischen Halbinsel. In der Hughes Bay liegen sie 6 km südwestlich des Spring Point.
Der britische Geodät Kenneth Victor Blaiklock (* 1927) vom Falkland Islands Dependencies Survey nahm im April 1955 ihre Vermessung vor. Das UK Antarctic Place-Names Committee benannte sie 1957 nach dem Lexikographen Peter Mark Roget (1779–1869), Sekretär der Royal Society von 1827 bis 1848 und Mitglied der Kommission für die Antarktisfahrt der HMS Chanticleer (1828–1831) unter der Leitung von Henry Foster.